# Неот-Смадар

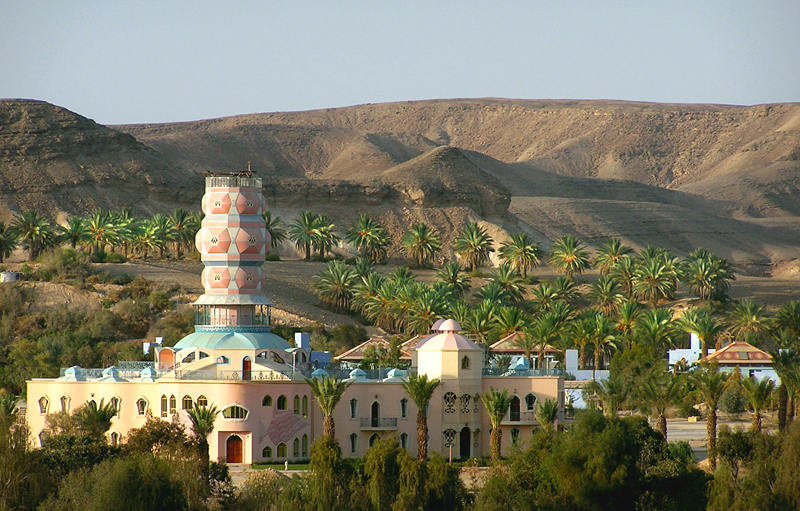
Неот-Смадар — органический оазис в пустыне Негев

Нео́т-Смада́р (ивр. נְאוֹת סְמָדַר‎) — кибуц в Израиле. Находится на юге страны, в пустыне Арава рядом с перекрёстком Шизафон на шоссе 40, относится к региональному совету Хевель-Эйлот. Является членом Кибуцного движения. Назван по имени участницы группы основателей кибуца, погибшей до того, как он был построен. Основные направления развития кибуца: экология, включая органическое сельское хозяйство, строительство в пустыне, водосбережение, а также совершенствование отношений между людьми в коллективе.

## Основание кибуца
Неот-Смадар создан на месте, где прежде находился кибуц Шизафон. Кибуц создан группой энтузиастов из Иерусалима, которые в течение нескольких лет совместно изучали различные философские учения, связанные с духовным развитием человека, под руководством Йосефа Сафры. Наибольшее влияние на мировоззрение Сафры и других членов группы оказали учения Гурджиева, Успенского и Кастанеды, однако учитывались и другие теории, в частности каббала, суфизм и теория Кришнамурти.
В 1989 году участники группы уехали из Иерусалима и поселились на территории кибуца Шизафон, оставленного его прежними жителями. Их целью было создание творческого коллектива для совместной деятельности. Они называли своё новое место жительства «школой самосовершенствования человека» (ивр. בית ספר ללימוד עצמו של האדם‎). Их взгляды определяли их главные цели: дружеские отношения между членами общины, а также гармония между людьми и окружающей средой.

## Население
По данным Центрального статистического бюро Израиля, население на начало 2020 года составляло 1 788 человек.

## Кибуц в начале XXI века
В кибуце порядка 200 человек, которые зарабатывают на жизнь преимущественно органическим сельским хозяйством: посадкой виноградников, оливковых деревьев и финиковых пальм, разведением коз, производством вина, оливкового масла и сыров. Важным видом деятельности кибуца является строительство. По территории Неот-Смадар разбросаны различные здания, отличающиеся особой эстетикой и построенные самими кибуцниками. Для заработка кибуцники строят и за пределами своей территории. В кибуце имеются несколько творческих мастерских, работающих как для внутренних нужд кибуца, так и на продажу.

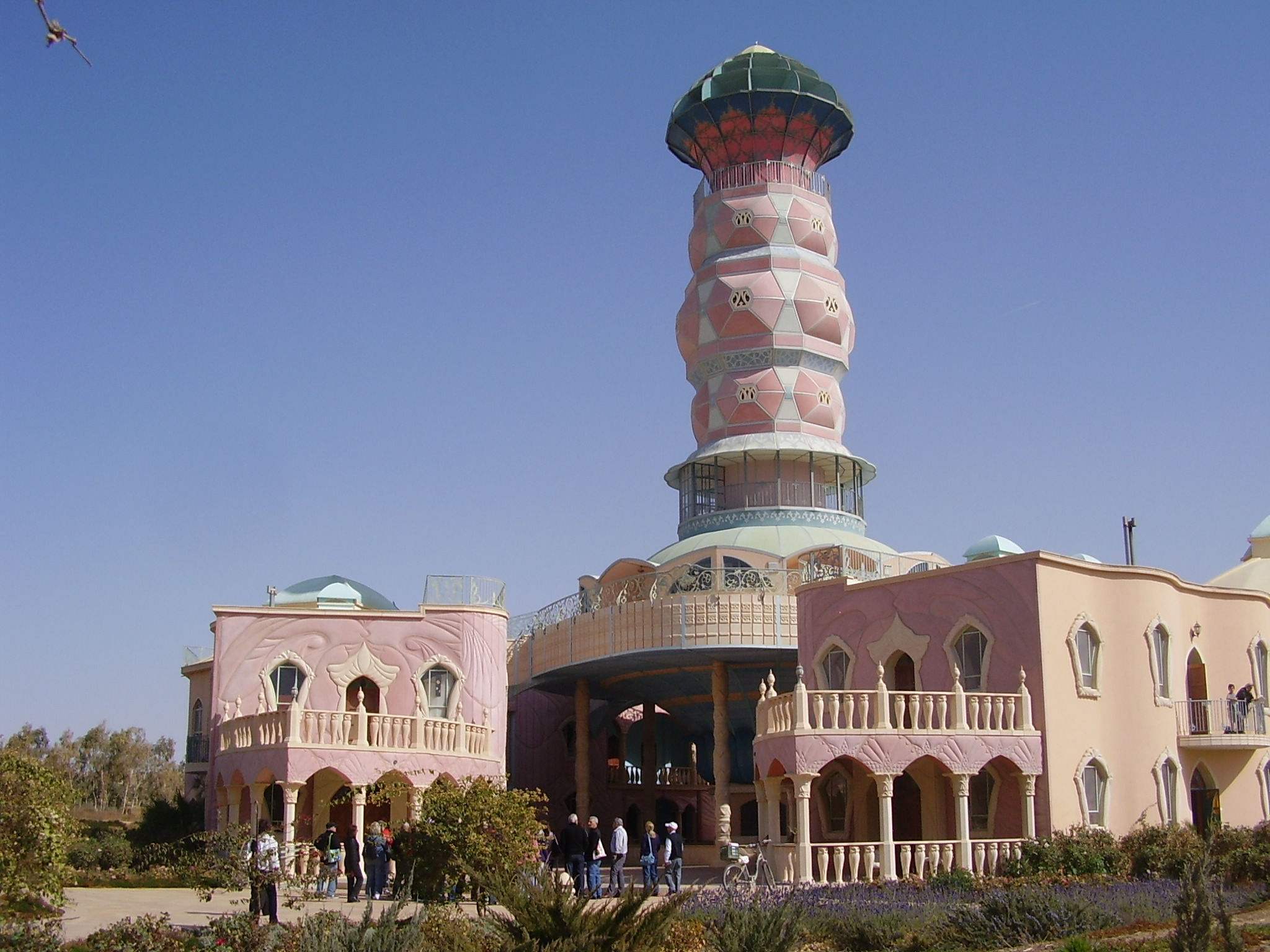
Центр искусств — вид снаружи
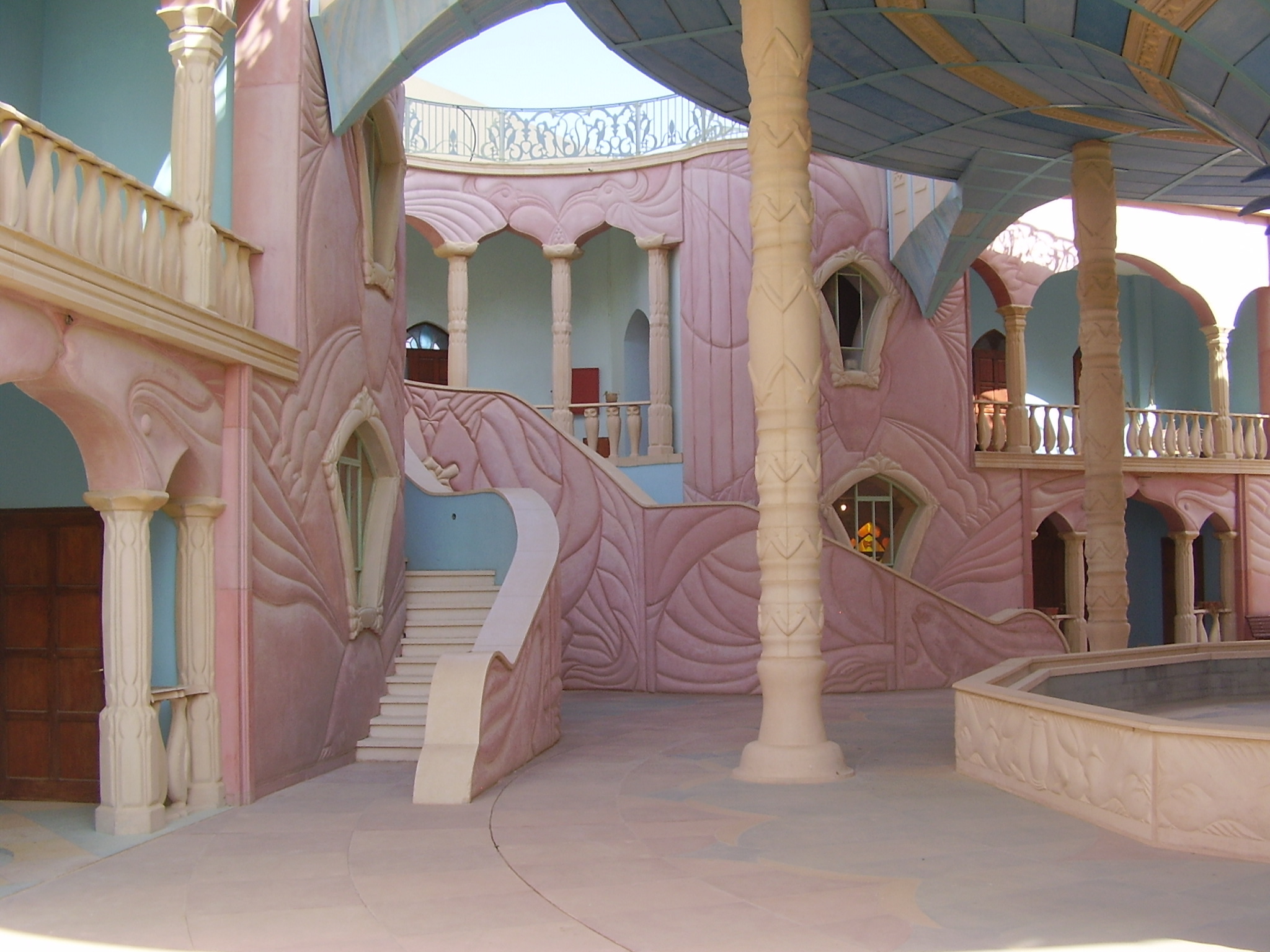
Центр искусств — вид изнутри
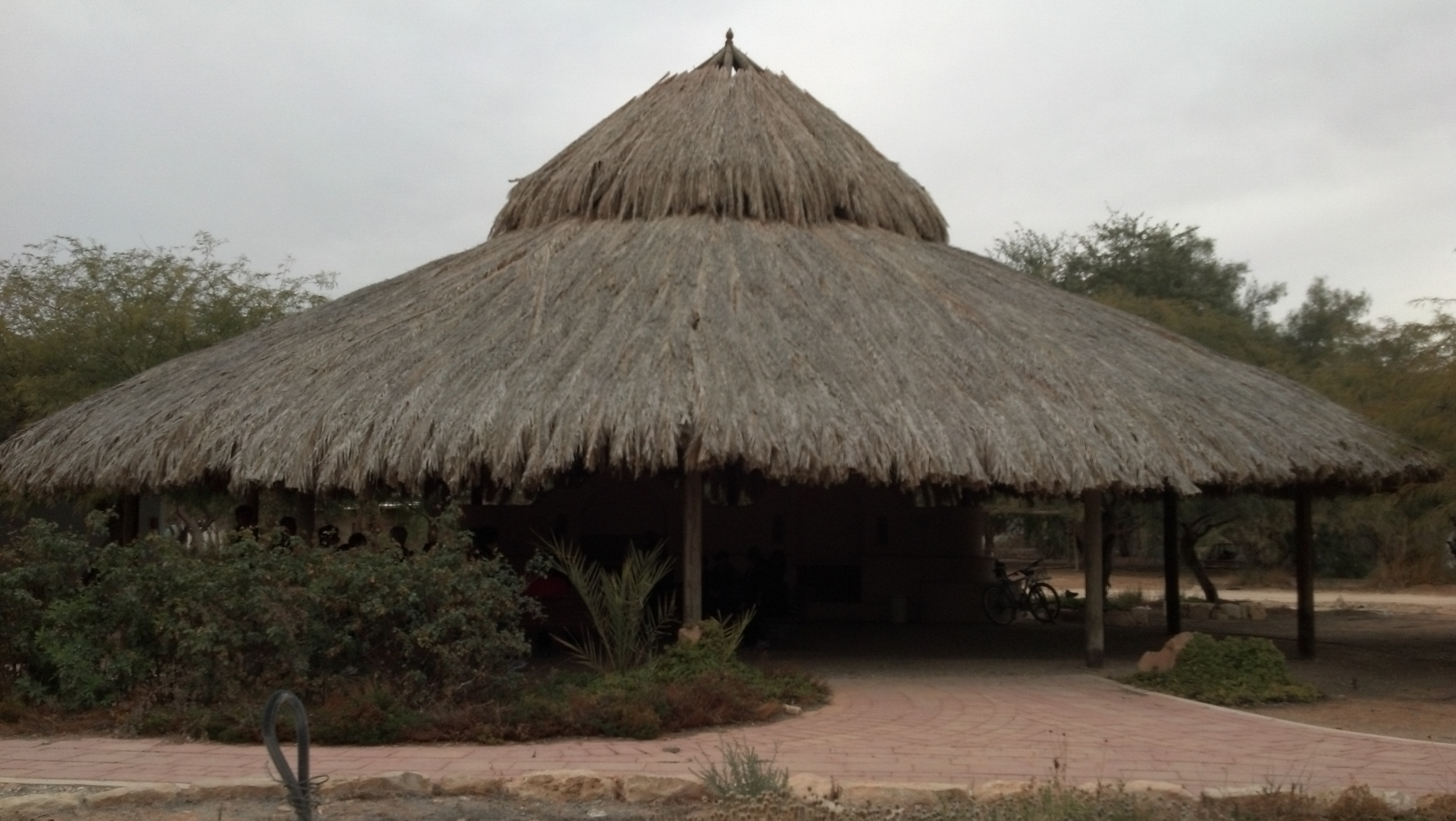
Большая сукка из пальмовых ветвей
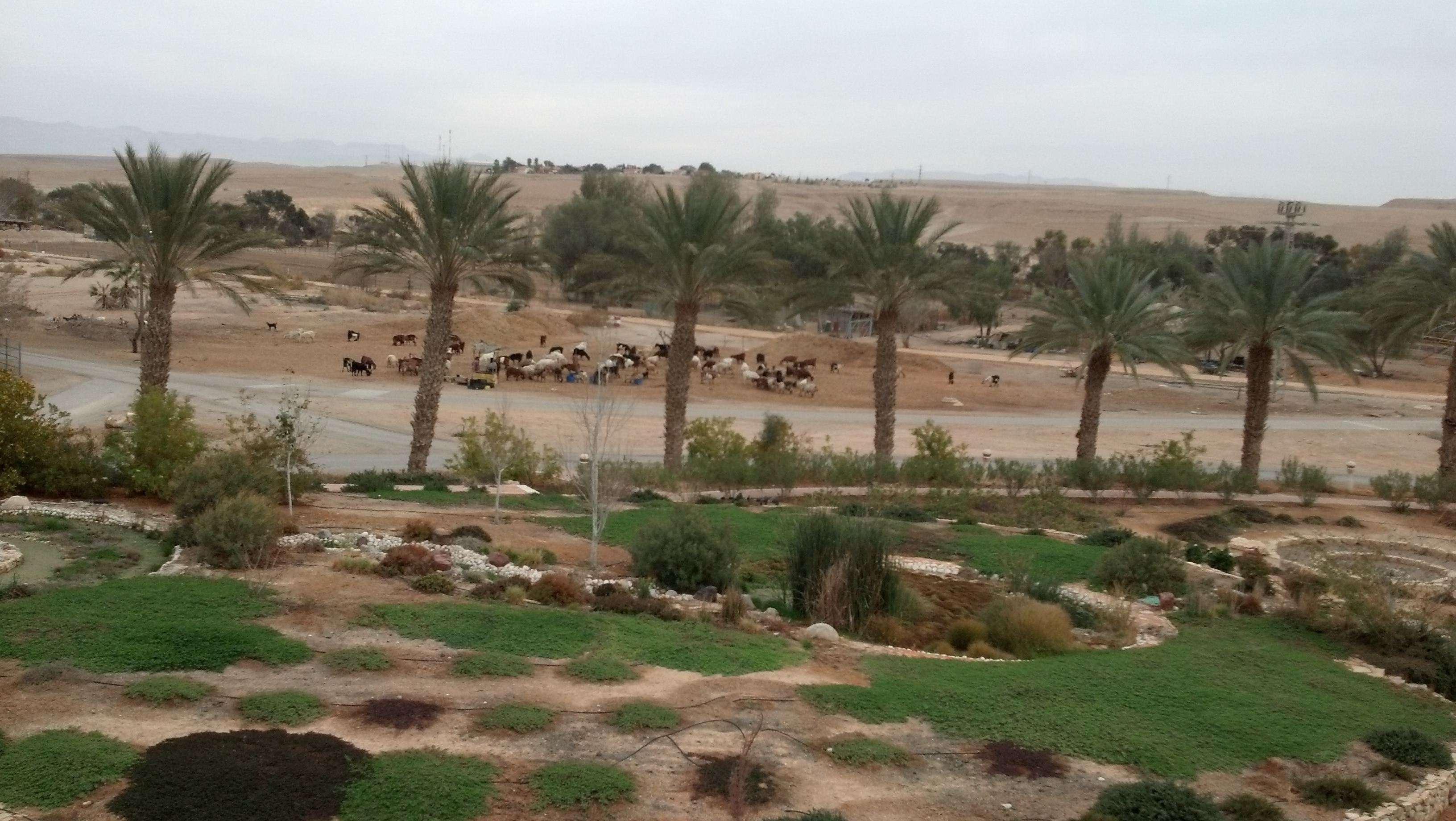
Пейзаж